# Péninsule du Sud-Ouest
La péninsule du Sud-Ouest (South West Peninsula en anglais) est une péninsule située dans le Sud-Ouest de l'Angleterre, nation constitutive du Royaume-Uni, et par extension de l'île (en) de Grande-Bretagne. Au niveau administratif, elle est partagée entre les comtés de la Cornouailles, du Devon, du Somerset et d'une partie du Dorset et du Wiltshire, tous dans la région du Sud-Ouest,. Elle fait face à l'ouest aux îles Scilly ; elle accueille également le point le plus au sud de la Grande-Bretagne, le cap Lizard, et le plus à l'ouest de l'Angleterre continentale, le promontoire de Land's End.
Elle est baignée au nord par la mer Celtique et le canal de Bristol (dont l'estuaire de la Severn) et au sud par la Manche (dont la baie de Lyme). Pour l'Organisation hydrographique internationale (OHI), à travers sa publication Limits of Oceans and Seas (3e édition, 1953), le promontoire de Land's End, situé à l'extrémité occidentale de la péninsule, constitue un des nombreux points de repère servant de limite géographique entre la Manche et la mer Celtique.